# Those Opposed Records
Those Opposed Records ist der Name eines französischen Musiklabels, welches sich auf Black Metal und seine artverwandten, nachfolgenden Spielarten spezialisiert hat. Neben Tonträgern aus dem Black Metal, Post-Black-Metal und War Metal sowie Folk-Subgenres kamen dort auch solche von Interpreten wie Graveland, Blessed in Sin und Hate Forest, die dem Spektrum des NSBM zugerechnet werden, heraus.

## Interpreten, die bei dem Label veröffentlicht haben
- ...and Oceans
- A.I.D.S.
- Agatus
- Akitsa
- Anguis Dei
- Aorlhac
- Arkha Sva
- Aufkrema
- Austere
- Avsolutized...
- Blessed in Sin
- Blood Red Fog
- Borgne
- Burial Hordes
- Caïnan Dawn
- Chemin de Haine
- Christicide
- Darkenhöld
- Doodsdrek
- Elffor
- Eternal Majesty
- Forbidden Site
- Graveland
- Hargne
- Hate Forest
- Hats Barn
- Hypothermia
- Infandous
- Irrwisch
- Isolation
- Kawir
- Leidungr
- Leviathan
- Loits
- Lönndom
- Lugubrum
- Lyrinx
- N.K.V.D.
- Negură Bunget
- Nehëmah
- Nihdrym
- Nox Inferi
- Punishment Systems
- Sacrificia Mortuorum
- Stille Volk
- Sühnopfer
- Supplicium
- Syklisk Nedgang
- Thesyre
- Toil
- Ulvegr
- VTTA
- Wolok
- Woods of Infinity
- Zépülkr
- Zmyrna
- До Скону
- Сивый Яр